# Thomomys (subgènere)
Thomomys és un subgènere de rosegadors del gènere homònim. Les espècies d'aquest grup es diferencien de la resta del gènere per la seva menor mida corporal. A diferència del subgènere Megascapheus, els animals d'aquest grup fan servir les urpes com a eina principal per excavar la terra. Com que tenen les urpes menys fortes, estan restringits a sòls més tous. La conseqüència de tot això és que les espècies del subgènere Thomomys prefereixen els sòls de sorra franca i els de terra franca.